# Naqqar khana

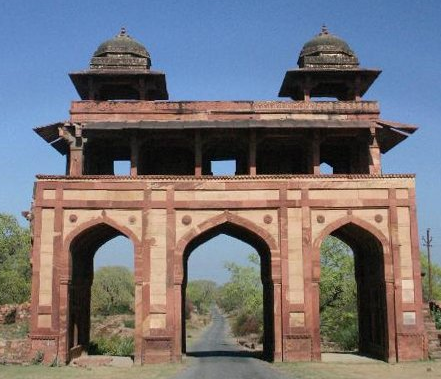
Naqqar khana cerca de Fatehpur Sikri, Delhi (1580)

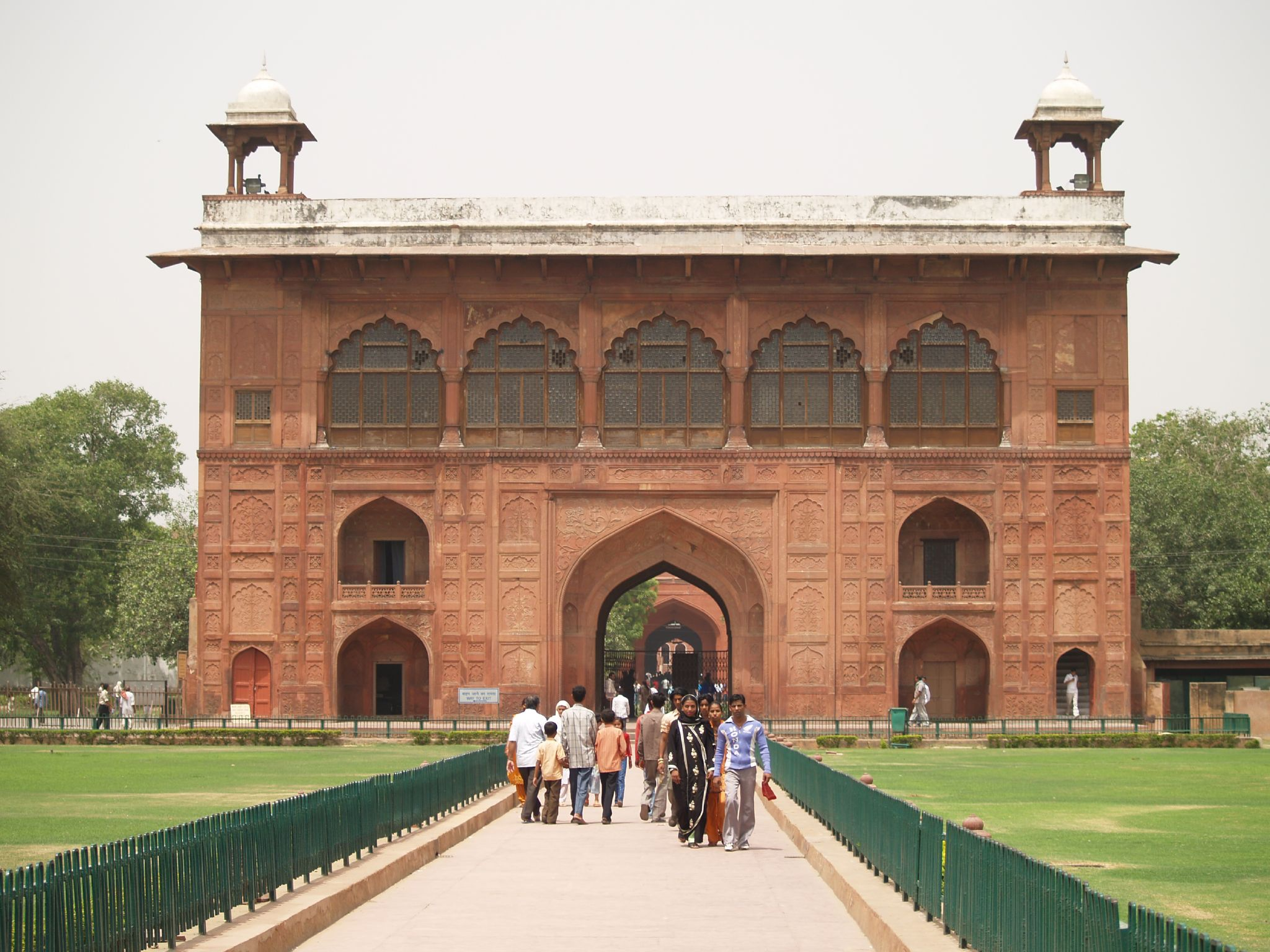
Naqqar khana en el Fuerte Rojo de Delhi (1650)

Una naqqar khana (en hindi: नक़्क़ार ख़ाना, en urdu: نقّار خانہ‎) o naubat khana (नौबत ख़ाना, نوبت خانہ), en arquitectura, es una pequeña edificación o pabellón abierto o semiabierto, generalmente sobrelevado, que sirve para tocar música ceremonial. El nombre significa literalmente 'casa del tambor', por naqqar/naubat, 'tambor' y khana, 'casa'. Son un signo distintivo de la arquitectura mogol, ya que los emperadores solían usar música para señalar muchas de sus prácticas rituales en sus palacios, y se construyeron bajo áreas de su influencia, principalmente en la India y Pakistán, de los que se conservan algunos.
La familia de Bismillah Khan habría tocado el shehnai (instrumento de viento) durante generaciones en naqqar khanas con vistas a los palacios y templos que permitieron que su música pudiera ser escuchadas a través del campo.[cita requerida]

## Historia
En la época del Califato sólo sus gobernantes tuvieron el derecho de mantener una orquesta de palacio; a finales de la época,  también les era permitido a los gobernadores provinciales. Un informe de Persia en el siglo XVII menciona un aumento de las ubicacionesn de orquestas. Los gobernantes mogoles de la India adoptaron —además de funcionarios y arquitectos— en gran medida también el ceremonial de la corte persa. La construcción más antigua conocida de una naqqar khana en la India se encuentra en Fatehpur Sikri, la nueva capital del emperador Akbar.

## Otras localizaciones

### Fuerte Rojo de Delhi
El pabellón llamado  Naubat Khana  en el Fuerte Rojo de Delhi está emplazado cerca de la entrada oriental de la calle diez pilares, junto a un pabellón diferente donde se colocaban los palanquines reales y demás parafernalia. Se encontraron 18 tipos de instrumentos musicales que se utilizaron para formar parte de la comitiva real.
Fue construido en 1636 por los emperadores mogoles. Después del final de su patrocinio, la naubat khana cayó en un estado de deterioro y se mantuvo en ese estado durante casi un siglo hasta que el británico George Fisher lo restauró en 1858 para la nueva  Zilla School  (Escuela Zilla, de zilla, distrito escolar). Después del final del Raj Británico, el lugar se convirtió en unas ruinas. La embajada estadounidense se negó a recibirlo como un regalo debido a su mal estado. El gobierno lo usó como jefatura de policía durante algún tiempo, pero en la actualidad sirve como una escuela media. Recientemente, uno de sus lados fue pintado de blanco (del rojo original) por el Servicio Arqueológico de la India, ya que se piensa que ese era su color original.

## Galería de imágenes

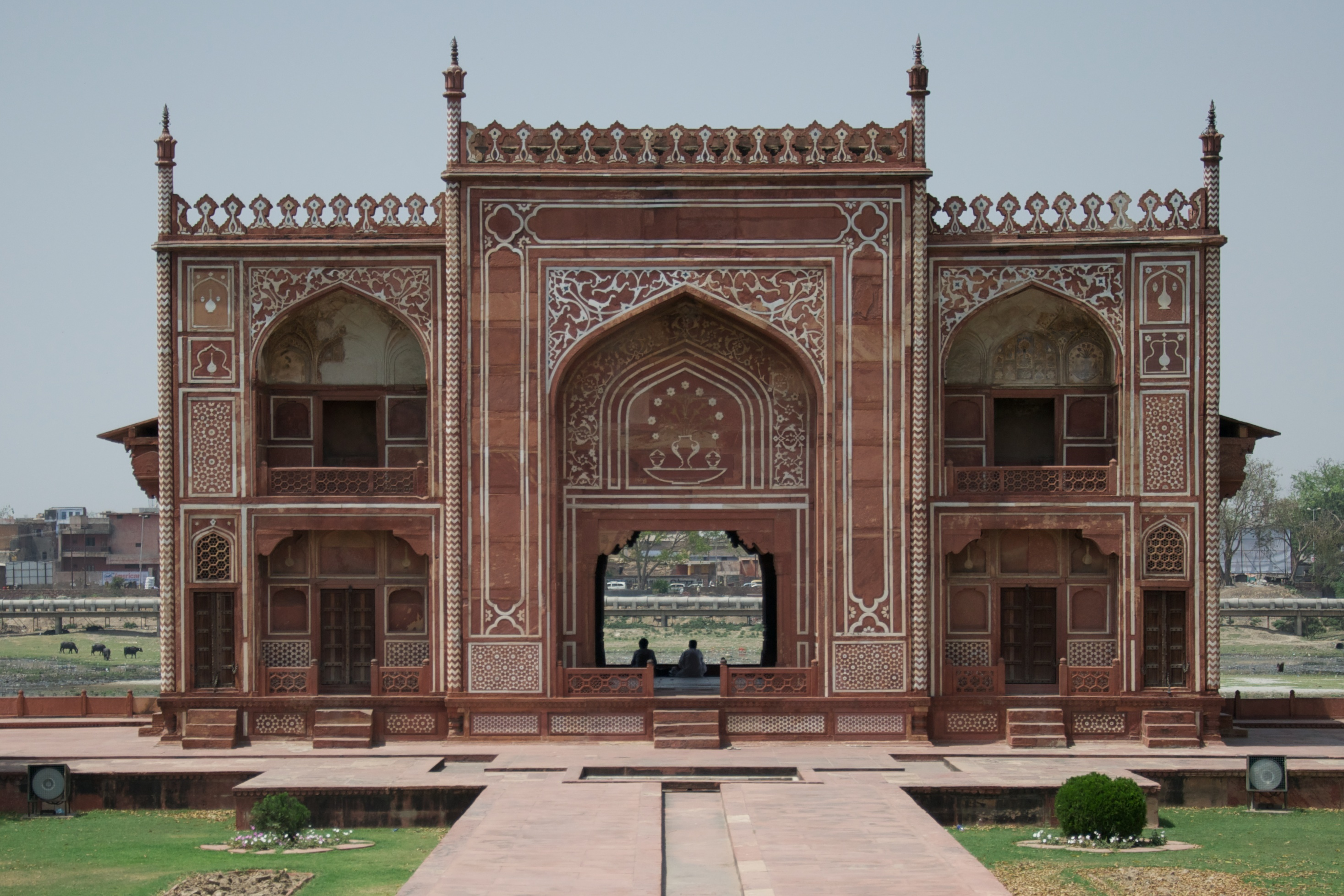
Naqqar khana del mausoleo de Itimad-Ud-Daulah, Agra (1625)
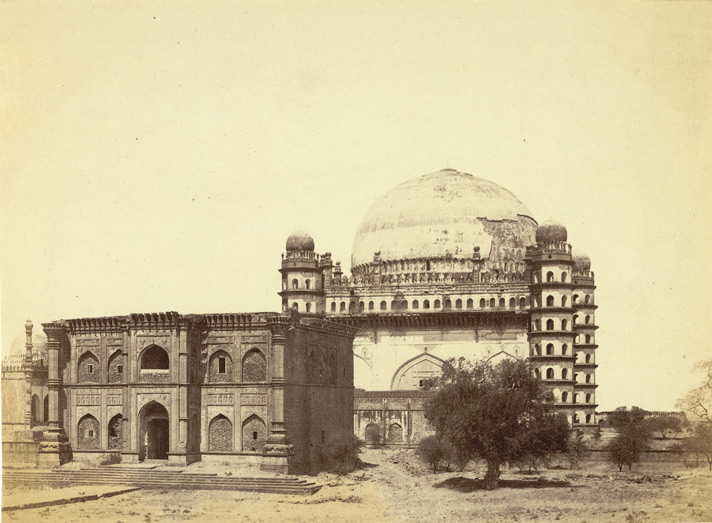
Naqqar khana del Gol Gumbaz, Bijapur (1650)
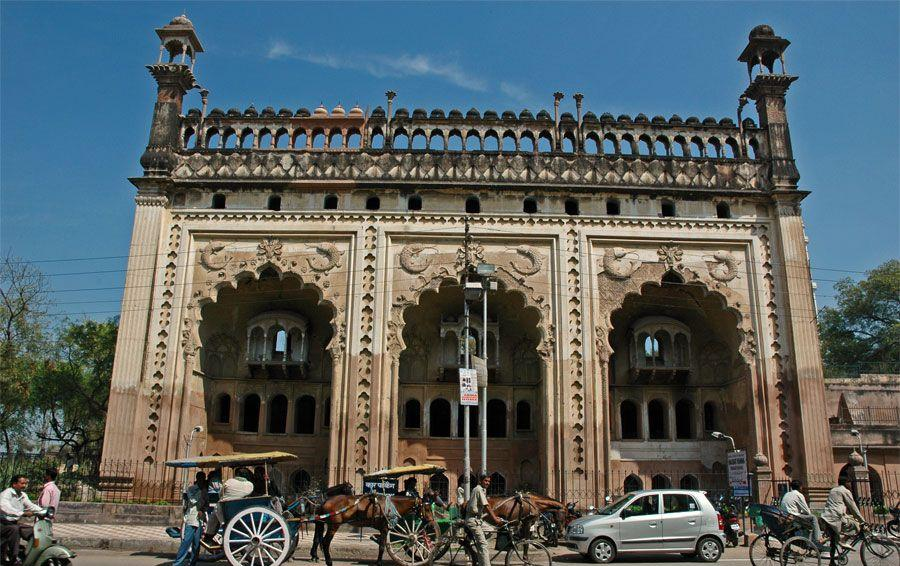
Naqqar khana en el Imambara Bara de Lucknow (1790)